# Odprto prvenstvo Avstralije 2021
Odprto prvenstvo Avstralije 2021 je sto deveti teniški turnir za Grand Slam, ki je potekal med 8. in 21. februarjem 2021 v Melbournu.

## Rezultati

### Moški posamično
- Novak Đoković :  Daniil Medvedjev, 7–5, 6–2, 6–2

### Ženske posamično
- Naomi Osaka :  Jennifer Brady, 6–4, 6–3

### Moške dvojice
- Ivan Dodig /  Filip Polášek :  Rajeev Ram /  Joe Salisbury, 6–3, 6–4

### Ženske dvojice
- Elise Mertens /  Arina Sabalenka :  Barbora Krejčíková /  Kateřina Siniaková, 6–2, 6–3

### Mešane dvojice
- Barbora Krejčíková /  Rajeev Ram :  Samantha Stosur /  Matthew Ebden, 6–1, 6–4.